# Resultat af primær drift
Resultat af primær drift eller det engelske udtryk EBIT (Earnings before interest and tax) er et regnskabsmæssigt tal for en virksomheds "resultat før renter".
Placeringen af EBIT i et regnskab kan ses i det meget simple regnskab nedenfor.
| Tekst                      | Beløb   |
| -------------------------- | ------- |
| Omsætning                  | 100.000 |
| Vareforbrug                | -50.000 |
| Personaleomkostninger      | -20.000 |
| Andre omkostninger         | -10.000 |
| Resultat før renter (EBIT) | 20.000  |
| Renteudgifter              | -1.000  |
| Skat af årets resultat     | -5.000  |
| Årets resultat             | 14.000  |

En variation af EBIT er EBITDA (Earnings before interest, taxation, depreciation and amortization). Udtrykket bruges mere til analyse af investeringer, da det er et udtryk for et cash-flow idet "papirpenge" som afskrivninger ikke er indeholdt, som det er i EBIT.